# Flinch
Flinch ist eine 5-Mann-Rockband aus Tampere, Finnland.

## Bandgeschichte
Flinch wurde Anfang 2003 von Ville Liimatainen (Gesang), Mikko „Mice“ Häkkilä (Gitarre), Olli Laukkanen (Gitarre), Tuukka Hänninen (Bass) und Juuso Valkeala (Schlagzeug) gegründet. Styling und Sound der Band erinnerten unter dieser Besetzung an die 1980er Jahre.
Die erste Single Tuulet stieg sofort auf Platz 3 der finnischen Single-Charts ein. Auch die zweite Single Liikaa wurde ein Hit; sie schaffte es bis auf Platz 2 der finnischen Charts. Ihr Debütalbum Kuvastin verkaufte sich über 5000 Mal.
Im Mai 2007 verließ Sänger Ville aufgrund von Alkoholproblemen die Band. Doch bereits im August begann er mit einer neu formierten Band unter dem alten Bandnamen zusammenzuarbeiten. Gitarrist Haiwe stieß von Filthy Sixx zu Flinch, die restlichen Bandmitglieder waren zuvor musikalisch nicht aufgefallen.
Während der Phase der Trennung von der alten Besetzung von Flinch arbeitete Ville Liimatainen an einem Projekt von Negative mit, welche gemeinsam mit Jann Wilde (u. a. Jann Wilde & Rose Avenue, Jann Wilde & the Neon Comets), Christian Fjäder (Dead By Gun), Jussi Selo (Uniklubi) und eben Ville Liimatainen den Queen-Song Too Much Love Will Kill You neu aufnahmen. Ville Liimatainen war hier an der Seite von Jussi Selo als Backgroundsänger involviert.
Am 16. Januar 2008 erschien mit Taivas Tähtiverhoineen (dt. Sternenhimmel) die erste Single der neu formierten Band. Produziert wurde diese von Ville Liimatainens älterem Bruder Jonne Aaron. Taivas Tähtiverhoineen war eine Vorauskopplung aus dem neuen Album Irrallaan, welches in Finnland am 9. April 2008 zeitgleich mit der zweiten Single 1986 veröffentlicht wurde.
Am 28. April 2008 spielte Flinch ihr erstes außerfinnisches Konzert, die Band trat gemeinsam mit Negative und The Winyls in Berlin auf. Weitere Auftritte außerhalb Finnlands sind jedoch bis auf weiteres nicht geplant.
Im Juli 2010 gab die Band die Trennung von Gitarrist Jaakko bekannt, als Grund wurde angegeben, dass dieser sich ausschließlich auf seine zweite Band konzentrieren wolle. Nachdem er bei den Auftritten im Sommer durch Tuomas Lepistö von The Scanditones ersetzt wurde, wurde im September Amurin Kosti von der Band White Flame (hier als Anthon aktiv) als neuer Gitarrist bekannt gegeben.
Am 18. Oktober 2010 erfolgte dann die Veröffentlichung der Single Roosa (ausschließlich im Internet) sowie die Ankündigung eines neuen Albums für das Frühjahr 2011.

## Diskografie

### Alben
- 2006: Kuvastin
- 2008: Irrallaan
- 2011: Äänet

### Singles
- 2005: Tuulet
- 2006: Liikaa
- 2008: Taivas Tähtiverhoineen
- 2008: 1986
- 2010: Roosa (Download-Single)